# 히야시추카

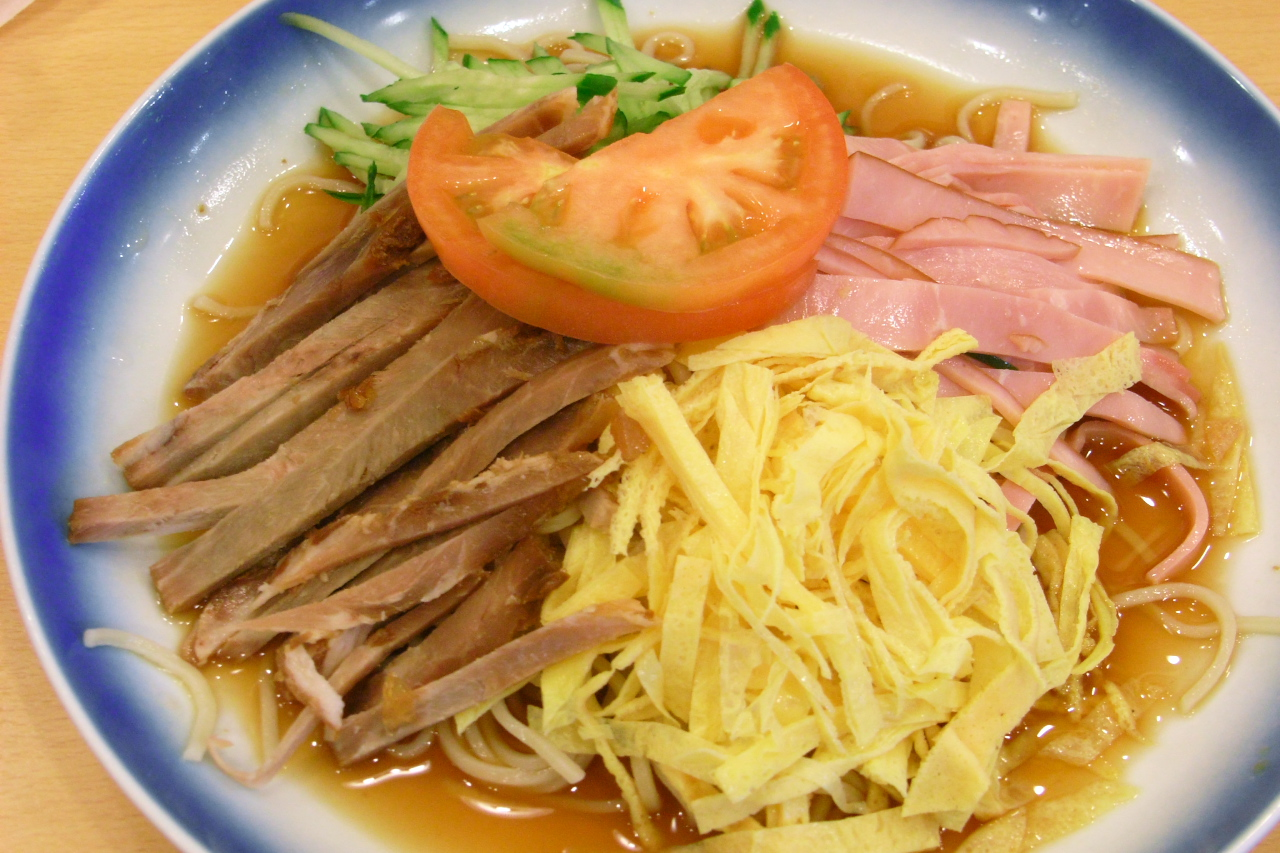

히야시추카(일본어: 冷やし中華)는 일본식 중국 요리 찬국수이다. 홋카이도에서는 "히야시라멘"이라는 말이 히야시추카를 의미한다.